# Église Saint-Denis d'Iron
L'église Saint-Denis d'Iron est une église située à Iron, en France.

## Localisation
L'église est située sur la commune de Iron, dans le département de l'Aisne.